# 广宗县
广宗县是河北省邢台市下辖的一个县。县人民政府驻广宗镇。
廣宗縣歷史悠久，作為地名始於西漢元始二年（公元2年）四月平帝為“廣漢家宗廟”而置的廣宗國。作為縣名始於東漢建初八年（公元83年）分鉅鹿郡地所置的廣宗縣。北魏為廣宗郡，隋為宗城縣，唐置宗州，宋為宗城縣，元憲宗5年（1255年）復置廣宗縣沿襲至今。廣宗縣是中華文明的重要發祥地之一，人文始祖黃帝曾至此播種文明，商族由此步入父系社會。

## 历史
在广宗县大平台乡平台村南，有一个长150米，宽70米的沙丘。附近的群众曾经从这里拣过一些古代的陶、铜饰件残片和绳纹砖瓦片。据考古研究，这里是沙丘宫平台遗址。
前295年，趙武靈王在此地被趙惠文王派兵圍困至死，是稱沙丘之亂。前210年，秦始皇巡遊途中病逝于此地，權臣趙高、李斯乘機作亂，殺公子扶蘇，是為沙丘之變。
東漢名將皇甫嵩曾在此與黃巾頭領之一的張梁作戰。

## 人口
截至2020年11月1日零時，廣宗縣常住人口280603人，佔全市常住人口的3.95%。

## 行政区划
广宗县下辖4个镇、4个乡：
广宗镇、冯家寨镇、北塘疃镇、核桃园镇、葫芦乡、大平台乡、件只乡和东召乡。

## 交通
- 340国道过境。